# ابوذر رحیمی
ابوذر رحیمی (زاده ۲۶ شهریور ۱۳۶۰ - کردکوی) فوتبالیست سابق ایرانی می‌باشد. او سابقهٔ بازی در تیم‌های شموشک نوشهر، فولاد، راه‌آهن و داماش گیلان را در کارنامه دارد.